# Джерси, Пол де
Пол де Джерси (англ. Paul de Jersey; род. 21 сентября 1948, Брисбен, Квинсленд, Австралия) — австралийский юрист и политик, 26-й губернатор Квинсленда (2014—2021).

## Биография
Пол де Джерси родился 21 сентября 1948 года в Брисбене (Квинсленд, Австралия). Его отец и мать — Рональд и Мойа — были школьными учителями, Пол был их третьим сыном.
Пол де Джерси учился в Квинслендском университете и окончил его, получив две степени: в 1969 году — бакалавра искусств (B.A.), а в 1971 году (с отличием) — бакалавра права (LL.B.). В декабре 1971 года Пол де Джерси женился на Кэй Браун (Kaye Brown), впоследствии у них было трое детей.
17 февраля 1998 года де Джерси был назначен председателем (англ. Chief Justice) Верховного суда Квинсленда. Он проработал в этой должности более 16 лет, до 8 июля 2014 года.
В феврале 2014 года премьер Квинсленда Кэмпбелл Ньюман объявил, что Пол де Джерси будет назначен губернатором Квинсленда и приступит к обязанностям в июле 2014 года. 29 июля 2014 года он принял присягу и официально вступил в должность, став 26-м губернатором Квинсленда.
В ноябре 2018 года было объявлено, что срок губернаторских полномочий Пола де Джерси продлевается на два года.
В июне 2000 года Пол де Джерси стал компаньоном ордена Австралии (A.C.). В 2003 году он был награждён медалью Столетия. Полу де Джерси были присвоены степени почётного доктора Квинслендского университета (2000), Университета Южного Квинсленда (2008) и Университета Гриффита (2014).